# 캄페오나토 데 푸트볼 페메니노
캄페오나토 데 푸트볼 페메니노 데 프리메라 디비시온(스페인어: Campeonato de Fútbol Femenino de Primera División) 또는 줄여서 캄페오나토 데 푸트볼 페메니노(스페인어: Campeonato de Fútbol Femenino)는 아르헨티나의 여자 축구에서 가장 높은 등급의 리그이다. 1991년에 설립되었으며, 현재 17개 클럽이 참가하고 있다.

## 진행 방식
캄페오나토 데 푸트볼 페메니노 데 프리메라 디비시온의 정규 시즌은 홈 앤 어웨이 방식의 리그전으로 진행되며 한 팀당 16경기를 치른다. 정규 시즌에서 1위부터 8위까지를 차지한 8개 팀은 챔피언십 라운드로 진출하고 9위부터 17위까지를 차지한 9개 팀은 강등 라운드로 진출한다.
챔피언십 라운드와 강등 라운드 모두 홈 앤 어웨이 방식의 리그전으로 진행되는데 챔피언십 라운드는 한 팀당 14경기를, 강등 라운드는 한 팀당 16경기를 각각 치른다. 강등 라운드에서 7위, 8위를 차지한 2개 팀은 캄페오나토 데 푸트볼 페메니노 데 프리메라 디비시온 B로 강등되고, 캄페오나토 데 푸트볼 페메니노 데 프리메라 디비시온 B에서 1위, 2위를 차지한 2개 팀은 캄페오나토 데 푸트볼 페메니노 데 프리메라 디비시온으로 승격된다. 챔피언십 라운드에서 가장 높은 성적을 기록한 1개 팀은 코파 리베르타도레스 페메니나에 진출한다.

## 2023-2024 시즌 참가 팀
- 보카 주니어스 (Boca Juniors) 여자축구 - 부에노스아이레스
- 데펜소레스 데 벨그라노 (Defensores de Belgrano) 여자축구 - 부에노스아이레스
- 에스투디안테스 데 라플라타 (Estudiantes) - 부에노스아이레스주 라플라타
- CA 엑스쿠르시오니스타스  (Excursionistas) - 부에노스아이레스
- 힘나시아 (Gimnasia) - 부에노스아이레스주 라플라타
- 우라칸 (Huracán) - 부에노스아이레스
- 인데펜디엔테 (Independiente) - 부에노스아이레스주 아베야네다
- 라누스 (Lanús) - 부에노스아이레스주 라누스
- CA 플라텐세|플라텐세 (Platense) - 부에노스아이레스주 플로리다
- 엘 포르베니르 (El Porvenir) - 부에노스아이레스주 헤를리
- 라싱 클루브 (Racing Club) - 부에노스아이레스주 아베야네다
- 리버 플레이트 (River Plate) 여자축구 - 부에노스아이레스
- 로사리오 센트랄 (Rosario Central) 여자축구 - 산타페주 로사리오
- CA 산로렌소 (San Lorenzo) 여자축구 - 부에노스아이레스
- SA 텔레비시온 (Televisión) - 부에노스아이레스주 모레노
- UAI 우르키사 (Urquiza) - 부에노스아이레스주 헤네랄 산 마르틴
- CA 비야 산 카를로스- 부에노스아이레스주 베리소